# 軌道天文台

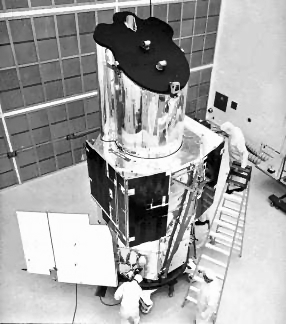
在無塵室的軌道天文台OAO-3。

軌道天文台（英語：Orbiting Astronomical Observatory，縮寫：OAO）是美國國家航空暨太空總署在1966年至1972年間，共發射四顆衛星的一系列太空觀測計畫，提供了許多天體的第一批紫外線觀測的優質資料。其中有兩次軌道天文台是失敗的，而成功的其他兩次則在天文學的領域內為太空觀測的優點提供了良好的認識，並鼓舞了後續的哈勃太空望遠鏡。

## 軌道天文台-1
第一架軌道天文台攜帶了檢測紫外線、X-射線和伽馬射線輻射的儀器，於1966年4月8日成發射升空，但是在這些儀器能開始正常工作之前，因為電源故障使得任務在發射三天後即告終止而失敗。

## 軌道天文台-2
第二架軌道天文台在1968年12月7日發射，攜帶了11架紫外線望遠鏡。他成功的進行觀測到1973年1月，對天文學有許多重大的發現和貢獻。在這些成績中，包括發現彗星有極大的，直徑數十萬公里的氫冕包圍在外面；也發現新星在可見光的亮度衰減時，紫外線的亮度卻在增加中。

## 軌道天文台-B
軌道天文台-B 攜帶了口徑38英吋的紫外線望遠鏡，可以觀測到比早先觀測得更為微弱的天體。不幸的是，在1973年11月3日發射之後，發射火箭未能與衛星分離，使得衛星重返大氣層，並坠入大西洋內。

## 軌道天文台-3（哥白尼）
軌道天文台-3 於1972年8月21日發射，並且被證明是最成功的一次軌道天文台任務。這個衛星除了美國國家航空暨太空總署與英國的科學和工程研究委員會的共同努力和合作之外，裝載的X射線檢測器是由英國倫敦大學的Mullard太空科學實驗室製造的，口徑80公分的紫外線望遠鏡是由美國製造的。在發射成功之後，軌道天文台-3被重新命名為哥白尼，以紀念波兰天文学家尼古拉斯·哥白尼500週年的誕辰。
哥白尼一直工作到1981年2月，並且和大量的X射線觀察一起被送回的還有數百顆高解析度的恆星光譜。哥白尼的重大發現中還有許多週期長達數分鐘的，而不是傳統的秒或更短週期的波霎。

## 外部連結
- www.skyrocket.de/space/doc_sdat/oao-1.htm（页面存档备份，存于）
- www.sal.wisc.edu/OAO （页面存档备份，存于）
- www.daviddarling.info/encyclopedia/O/OAO.html（页面存档备份，存于）
- heasarc.gsfc.nasa.gov/docs/copernicus/copernicus.html（页面存档备份，存于）
- archive.stsci.edu/copernicus